# 영광불갑사고적급위시답병록
영광불갑사고적급위시답병록(靈光佛甲寺古蹟及位施沓竝錄)은 대한민국 전라남도 영광군에 있는 조선시대의 필사본 책이다. 1999년 2월 26일 전라남도의 문화재자료 제205호로 지정되었다.

## 개요
조선 영조 23년(1747) 불갑사의 주지였던 채은선사의 발원에 따라, 당시에 전해내려 오고 있던 불갑사의 사적과 양전에 관한 기록인 『기해양안』을 승원문에 의해서 필사(베껴 씀)해 놓은 것이다.
조선시대에 시행되었던 일반 양안의 작성형식을 그대로 따르고 있으며, 양안의 작성에 참여했던 인물의 명단이 구체적으로 기록되어 있고, 끝부분에는 영광군수의 서명이 자필로 되어 있다. 또한 한 시기에 한 사람에 의해서 체계적으로 작성되어 본문의 모든 내용이 같은 사람의 서체로 되어 있다.
불갑사에 관한 유일한 문헌자료로서, 이 절의 사적과 재정상황 등을 알 수 있을 분만 아니라 조선 후기 사원경제의 일면을 알 수 있는 자료로 평가된다.

## 참고 문헌
- 영광불갑사고적급위시답병록 - 국가유산청 국가유산포털